# Maijana
Maijana is een monotypisch geslacht van spinnen uit de  familie van de Tetrablemmidae.

## Soort
- Maijana rackae Lehtinen, 1981